# Mahmoud Guendouz
Mahmoud Guendouz (àrab: محمود قندوز)  (El Harrach, 24 de febrer de 1953) és un exfutbolista algerià de les dècades de 1970 i 1980.
Fou internacional amb la selecció d'Algèria amb la qual participà en la Copa del Món de futbol de 1982 i 1986.
Pel que fa a clubs, destacà a NA Hussein Dey i FC Martigues.
Un cop retirat fou entrenador.